# Huub Bertens
Huub Bertens (24 mei 1960) is een Nederlandse bridgespeler die sinds 2012 in de VS woont. Hij speelt niet meer in de Nederlandse competitie. In 2021 werd hij door de Amerikaanse bridgebond voor zeven jaar geschorst wegens vals spel. De Nederlandse Bridge Bond werd verplicht de schorsing over te nemen. In september 2023 werd een deel van de schorsing opgeheven, waardoor Bertens weer deel mag nemen aan competities in Nederland. Bertens is getrouwd met een internationaal bridge-arbiter en heeft uit een eerder huwelijk een dochter en een zoon.

## Carrière

### Nederlandse kampioenschappen
| Jaar      | Evenement              |
| --------- | ---------------------- |
| 1986-1987 | Kampioen MK Viertallen |
| 1999-2000 | Kampioen MK Viertallen |
| 2001      | NK Gemengde Viertallen |
| 2001-2002 | Kampioen MK Viertallen |
| 2003-2004 | Kampioen MK Viertallen |
| 2004-2005 | Kampioen MK Viertallen |
| 2006-2007 | Kampioen MK Viertallen |
| 2007-2008 | Kampioen MK Paren      |
| 2009-2010 | Kampioen MK Viertallen |
| 2010      | NK Gemengde Viertallen |
| 2010-2011 | Kampioen MK Paren      |
| 2011      | NK Gemengde Viertallen |

Verder was hij verliezend finalist in de MK-finales van 1987, 1997, 1998, 1999, 2009, 2011 en 2012.
Bovendien heeft hij vier keer, waarvan drie seizoenen op rij, de Transfer Race gewonnen: '06-'07, '07-'08, '08-'09 en '10-'11. De Transfer Race is een individuele rangschikking op basis van de beste prestaties in het afgelopen jaar.

### Internationale kampioenschappen
Bertens heeft bij EK's en WK's goed gepresteerd, onder andere:
- 1998: kwartfinale Rosenblum Cup bij WK Lille
- 2000: achtste finale Olympiade Maastricht
- 2005: winnaar open teams EK Tenerife, 1e plaats individueel eindklassement
- 2007: kwartfinale open EK in Antalya
- 2007: bronzen medaille WK (Bermuda Bowl) in Shanghai
- 2008: kwartfinale mind sport games in Beijing
- 2011: zilveren medaille EK gemengde viertallen in Poznan
- 2011: kwartfinale WK transnationals in Veldhoven
- 2011: 7e/8e plaats Champions' Cup in Bad Honnef (Dui)
- 2013: 8e plaats EK gemengde paren in Oostende (Bel)
- 2013: winnaar EK gemengde teams in Oostende (Bel)

### Toernooien
Bertens heeft diverse belangrijke toernooien gewonnen, onder andere:
- 2005: Modalfa Top 12
- 2006: Cavendish Cup in Las Vegas
- 2006: Pinkster Patton Toernooi op 't Onstein, met Ton Bakkeren, Vincent Ramondt en Berry Westra.
- 2007: NEC Cup in Yokohama (Japan).
- 2007: Witte Huis Toernooi in Amsterdam.
- 2009: Yeh Bros Cup in Australië met Ton Bakkeren, Sjoert Brink en Bas Drijver.
- 2011: German Bridge Trophy in Bad Godesberg met Berry Westra, Jan Jansma en Gert-Jan Paulissen.